# Turó del Pou d'en Sala
El Turó del Pou d'en Sala és una muntanya de 1.265 metres que es troba entre els municipis de Seva i de Viladrau, a la comarca d'Osona.
Aquest cim està inclòs al llistat dels 100 cims de la FEEC